# 埃尔维拉·赫尔曼

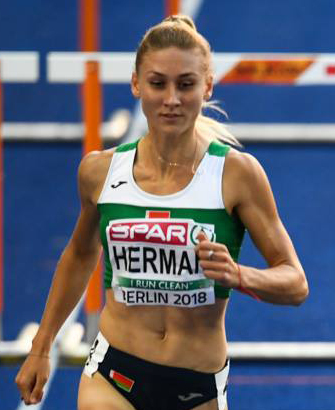
埃尔维拉·赫尔曼

埃尔维拉·赫尔曼（1997年1月9日—）是一名专长于跨栏的白俄罗斯女子田径运动员。她曾在2018年欧洲田径锦标赛女子100米栏项目上以12秒67的成绩夺得冠军。一年后，她参加2019年世界田径锦标赛，结果在女子100米栏项目上止步半决赛。